# Locó

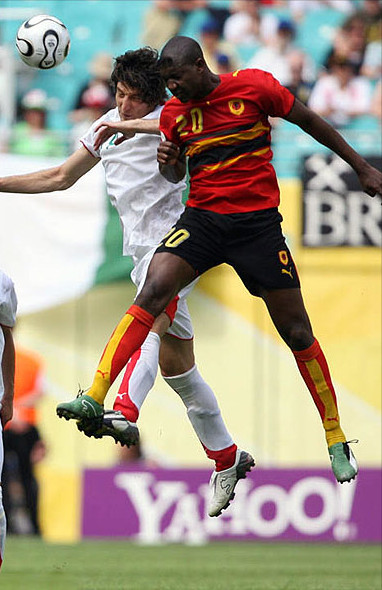
Locó durante la Copa del Mundo 2006.

Manuel Antonio Cange, apodado Locó (nacido el 25 de diciembre de 1984 en Luanda, Angola) es un exfutbolista angoleño jugaba de lateral derecho y su último equipo fue el Santos Futebol Clube de Angola.

## Trayectoria
| Clubes profesionales |                                     |                  |
| Período              | Club                                | Partidos (goles) |
| 2003                 | Sport Luanda e Benfica              | ? (?)            |
| 2004                 | Atlético Petróleos Luanda           | ? (?)            |
| 2005                 | Sport Luanda e Benfica              | ? (?)            |
| 2006 - 2008          | Clube Desportivo Primeiro de Agosto | ? (?)            |
| 2008 - 2011          | Atlético Petróleos Luanda           | ? (?)            |
| 2012                 | Santos Futebol Clube de Angola      | ? (?)            |
| Selección nacional   |                                     |                  |
| 2003 - 2010          | Angola                              | 32 (1)           |